# I musicisti son così
I musicisti son così è una raccolta del cantautore italiano Mimmo Locasciulli, pubblicata nel 1995 dall'etichetta discografica BMG Ricordi.

## Tracce
CD (BMG Ricordi, 74321326862)
1. Intorno a trent'anni – 4:04
2. Lo zingaro – 3:36
3. Svegliami domattina – 5:00
4. Cala la Luna – 3:12
5. Pixie Dixie Fixi – 3:19
6. La vita in tasca – 4:33
7. Sognadoro – 4:07
8. Confusi in un playback – 4:53
9. Buona fortuna – 4:50
10. La faccia delle altre persone – 4:29
11. Caterina – 4:17
12. Surrender – 4:07
13. La fortuna del mondo – 1:54
14. Clandestina – 4:44
15. Adesso che è tutto ok – 3:58
16. Ballando – 4:11
17. I musicisti son così – 4:31
18. Stupida Luna – 4:37
19. Blu – 3:45

### Altre edizioni
- 1995 – MC, BMG Ricordi 74321 326864, Italia, (doppia cassetta)